# TJ Perenara
Thomas Tekanapu Rawakata Perenara, detto TJ (Porirua, 23 gennaio 1992), è un rugbista a 15 neozelandese che gioca come mediano di mischia nei Red Hurricanes in Top League.

## Biografia
Nato in una famiglia di sportivi (entrambi i suoi genitori rappresentarono a livello internazionale la Nuova Zelanda nel softball), TJ Perenara iniziò a giocare nel 2010 nel National Provincial Championship con Wellington e l'anno dopo vinse, con la Nuova Zelanda U-20, il mondiale giovanile 2011 in Italia.
Nel 2012 si unì alla franchigia degli Hurricanes impegnata nel Super Rugby.
Perenara debuttò negli All Blacks il 7 giugno 2014 in un test match l'Inghilterra ad Auckland.
Convocato per la Coppa del Mondo di rugby 2015 in Inghilterra, si laureò campione del mondo.
Perenara vanta anche una convocazione nella squadra a inviti dei Barbarians in un incontro celebrativo del centenario della federazione figiana che si tenne a Twickenham a novembre 2013.

## Palmarès
- Coppe del mondo: 1
Nuova Zelanda: 2015
- Super Rugby: 1
Hurricanes: 2016